# Meir Cohen
Meir Cohen (en hebreo: מאיר כהן‎, Esauira, Marruecos, 15 de noviembre de 1955) es un político israelí. Fue alcalde de la ciudad de Dimona. Posteriormente, fue elegido miembro de la Knéset por el partido Yesh Atid. Ha sido ministro de Bienestar y Servicios Sociales entre 2013 y 2014.

## Biografía
Cohen nació en Esauira, localidad costera de Marruecos próxima a Marrakesh. En 1962 emigró a Israel con su familia a la edad de siete años. Tras establecerse en Yeruham en un primer momento, se trasladaron seguidamente a Dimona, donde fueron una de las familias fundadoras. Cohen asistió a Universidad Ben-Gurión del Néguev, donde obtuvo una licenciatura en Historia. Obtuvo también un máster en Estudios Judíos por el Instituto Schechter de Jerusalén. Más tarde trabajó como educador y profesor en Dimona.
Se unió al grupo político Israel Beitenu y se postuló para la alcaldía de Dimona en 2003. Fue elegido con el 42% de los votos y también reelegido para un segundo mandato en 2008. Durante su gobierno, la ciudad abrió nuevas fábricas y construyó centros comerciales. Cayó el desempleo y favoreció salidas culturales para los jóvenes. Por último, lideró los esfuerzos para reducir el precio del agua. En octubre de 2012 se unió al grupo político Yesh Atid, tras ser cortejado por el partido durante varios meses.
Además de servir como alcalde de Dimona, Cohen también fue miembro de la junta de dirección de la Agencia Judía para la Tierra de Israel.
En las Elecciones parlamentarias de Israel de 2013 Cohen concurrió en cuarto lugar de la lista de Yesh Atid, entrando en la Kenésset tras obtener su partido 19 escaños. Fue nombrado ministro de Bienestar Social y de Servicios, un puesto que mantuvo hasta su dimisión, el 2 de diciembre de 2014. En las Elecciones parlamentarias de Israel de 2015, fue cuarto en la lista de Yesh Atid, por lo que salió reelegido. Su partido obtuvo 11 escaños.